# Amblycerus sallei
Amblycerus sallei là một loài bọ cánh cứng trong họ Bruchidae. Loài này được Jekel miêu tả khoa học năm 1885.